# Moundville (stanowisko archeologiczne)
Moundville – stanowisko archeologiczne położone niedaleko miejscowości Moundville w zachodniej części amerykańskiego stanu Alabama. Posiada status National Historic Landmark.
Stanowisko zajmuje obszar ok. 120 hektarów. Zamieszkane w okresie od ok. 1050 do ok. 1450 roku przez ludność kultury Missisipi, stanowiło polityczny i ceremonialny ośrodek grupy osiedli istniejących w dolinie rzeki Black Warrior. W okresie największego rozkwitu, przypadającego po 1250 roku, zamieszkiwało je ok. 3000 osób. Na stanowisku znajduje się ponad 20 kopców ziemnych, na szczytach których znajdowały się dawniej budowle publiczne. Największy kopiec, będący platformą dla świątyni, ma 18 m wysokości i 2 akry powierzchni. Cała grupa kopców otoczona była drewnianą palisadą, poza obrębem której znajdowały się domostwa. Po 1450 roku osada podupadła, w momencie przybycia pierwszych Europejczyków w XVI wieku była już całkowicie opustoszała.
W 1859 roku Nathaniel Lupton sporządził pierwszą mapę stanowiska. Badania archeologiczne przeprowadził w latach 1905–1906 Clarence B. Moore, a następnie między 1930–1941 grupa archeologów pracująca na zlecenie Alabama Museum of Natural History pod kierownictwem Davida de Jarnette i Maurice Goldsmitha. Na mniejszą skalę prace wykopaliskowe kontynuowano po II wojnie światowej. Moundville zamieszkiwała ludność rolnicza, uprawiająca kukurydzę, fasolę i dynię. Oprócz tego zajmowano się zbieractwem, rybołówstwem i łowiectwem. Materiał archeologiczny obejmuje wyroby kamienne i miedziane, muszle morskie i zdobioną ceramikę. Na stanowisku odkryto ponad 3 tysiące pochówków, z których część zawierała bogate wyposażenie grobowe.

## Galeria

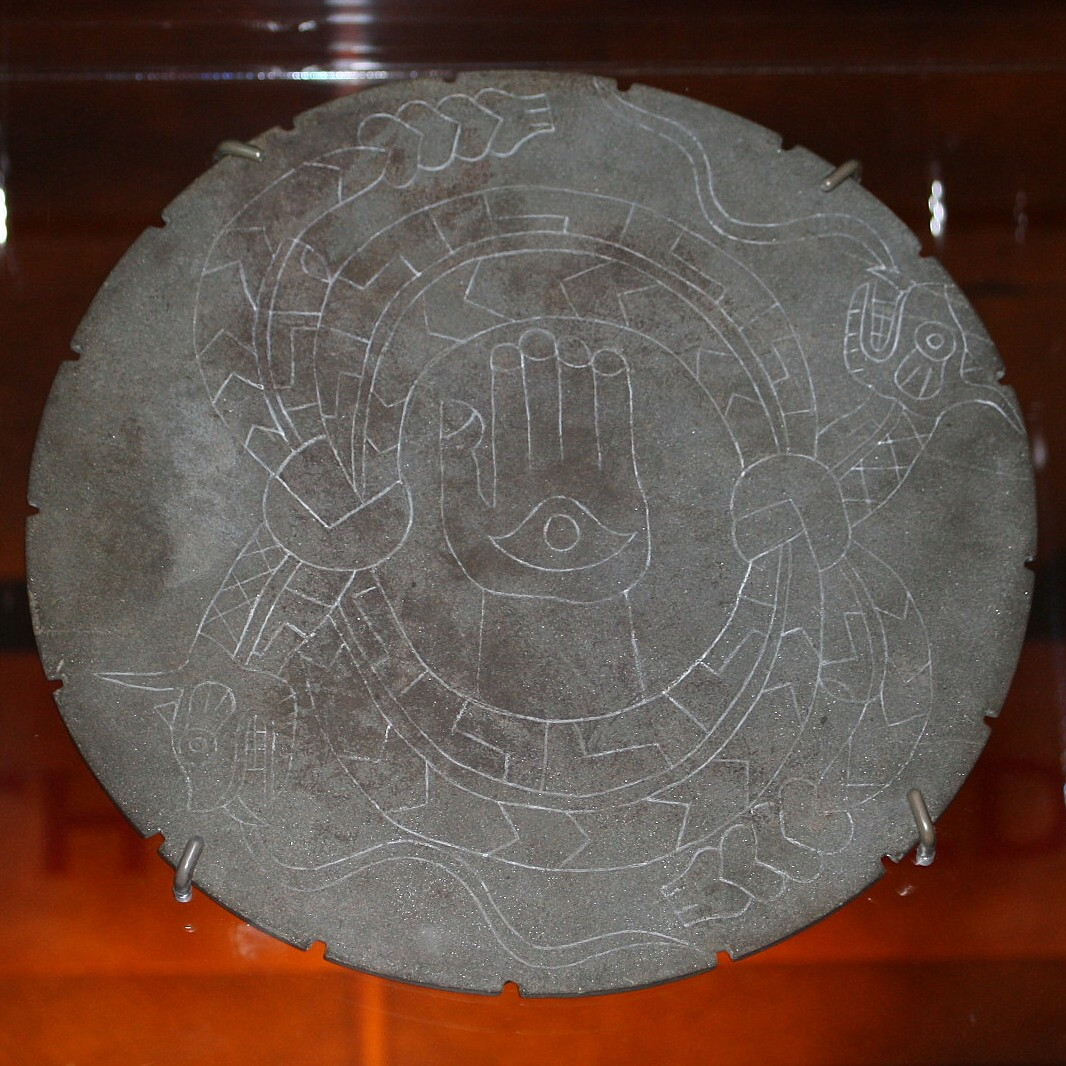
Kamienna paleta ozdobiona rytami
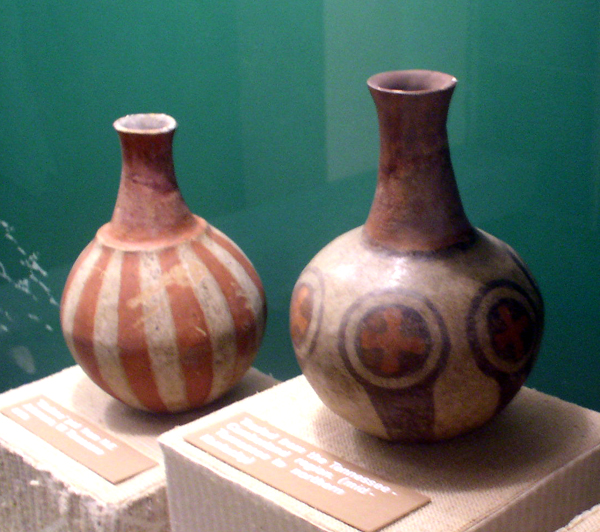
Przykład ceramiki z Moundville
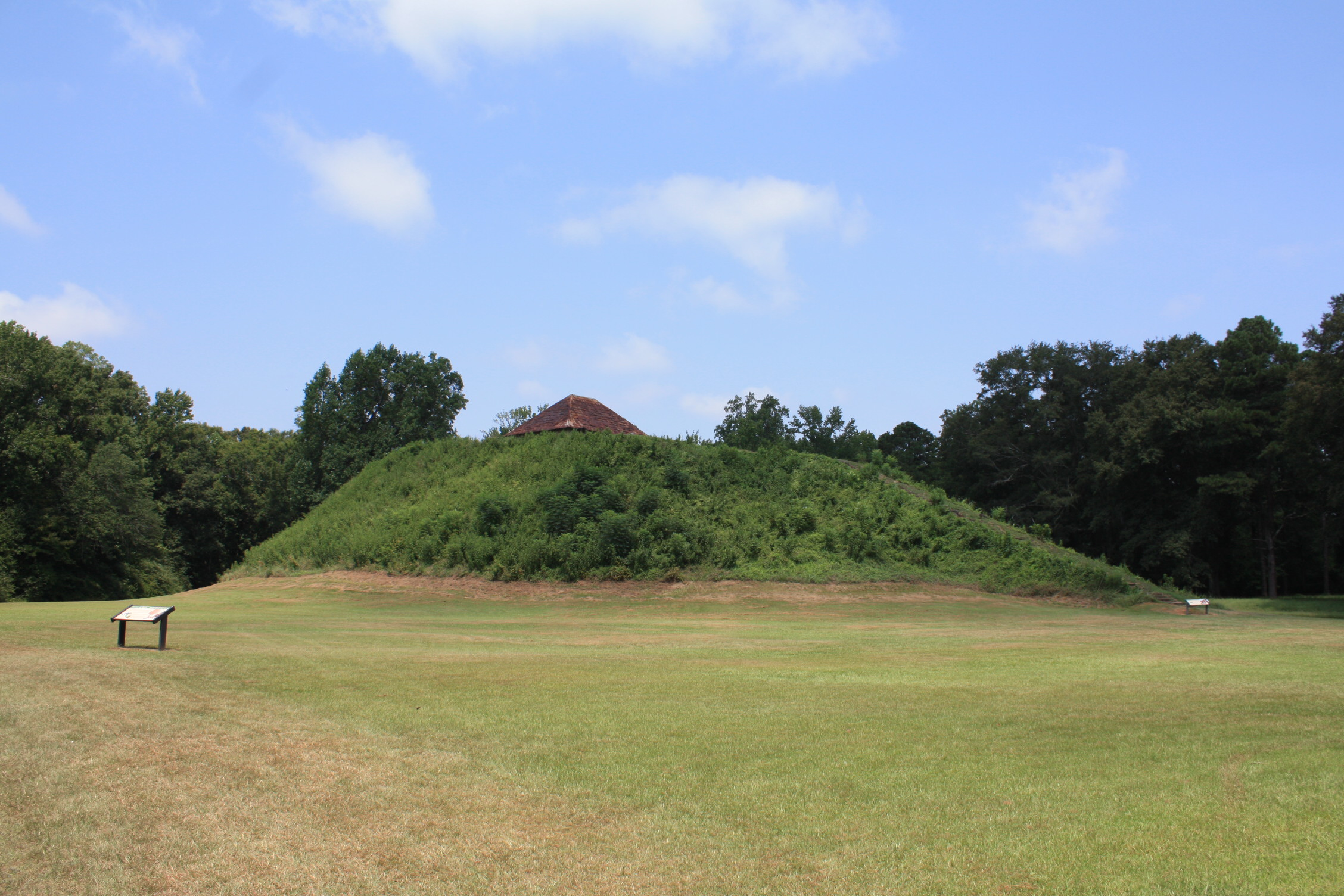
Jeden z kopców
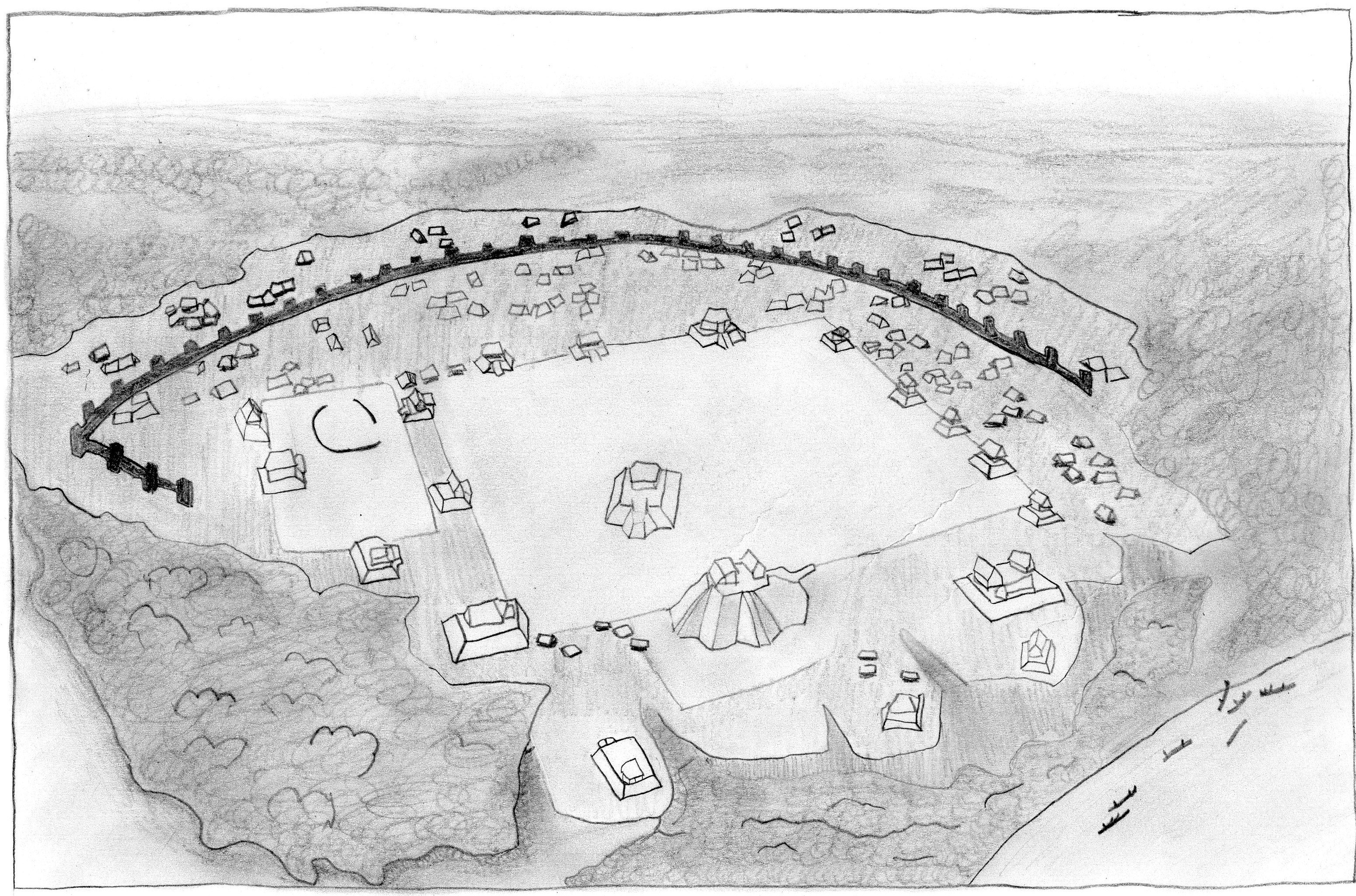
Szkic stanowiska z okresu największej świetności